# Kitjan
Kitjan (arab. كتيان) – miejscowość w Syrii, w muhafazie Idlib. W 2004 roku liczyła 1876 mieszkańców.